# Pani na Srebrnym Gaju
Pani na Srebrnym Gaju znane również jako Miłość Pat (ang. Mistress Pat) – powieść Lucy Maud Montgomery napisana w 1935 roku, będąca kontynuacją Pat ze Srebrnego Gaju.
Opowiada dalsze losy Patrycji, mieszkającej na farmie zwanej Srebrny Gaj. Dziewczyna dorasta – nadal mieszka w Srebrnym Gaju z rodzicami i kultywuje tradycje z dzieciństwa. Historia skupia się wokół poszukiwań partnera życiowego i dramatycznych, nieoczekiwanych zmian, jakie zachodzą na farmie.